# Pečovská Nová Ves (przystanek kolejowy)
Pečovská Nová Ves – przystanek kolejowy we wsi Pečovská Nová Ves na Słowacji w kraju preszowskim, w powiecie Sabinov. Znajduje się na linii kolejowej nr 188.
| Pečovská Nová Ves                   |  |                        |
| Linia Linia ŽSR 188 Kysak – Muszyna |  |                        |
| Sabinov                             |  | Červenica pri Sabinove |